# 존 포스텔

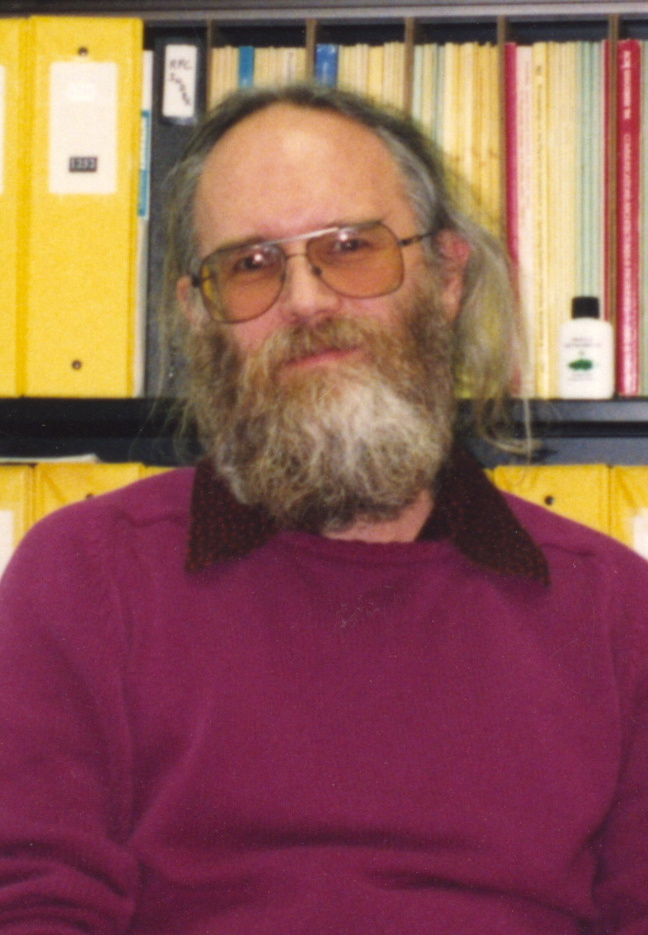

존 포스텔(Jon Postel, 본명: 조나단 브루스 포스텔, Jonathan Bruce Postel, 1943년 8월 6일 – 1998년 10월 16일)은 특히 표준과 관련하여 인터넷 발전에 많은 중요한 공헌을 한 미국의 컴퓨터 과학자였다. 주로 RFC(Request for Comment) 문서 시리즈의 편집자, SMTP(Simple Mail Transfer Protocol) 및 사망할 때까지 IANA(Internet Assigned Numbers Authority)를 관리한 것으로 알려져 있다.
평생 동안 광범위한 영향력으로 인해 "인터넷의 신"으로 불렸다. 포스텔 자신은 이 "칭찬"이 "가시 돋친 말"(barb)과 함께 왔다고 지적했고, 자신을 "전문가"로 교체해야 한다는 제안을 하며 전형적인 자기 소멸적 사실성으로 응답했다. 포스텔은 "물론 인터넷의 신은 존재하지 않는다. 인터넷이 작동하는 이유는 많은 사람들이 협력하여 함께 일하기 때문이다."라고 말했다.

## 같이 보기
- 인터넷의 역사